# La Salette-Fallavaux
La Salette-Fallavaux é uma comuna francesa na região administrativa de Auvérnia-Ródano-Alpes, no departamento de Isère.
Local onde apareceu Nossa Senhora de La Salette e onde está construído o seu santuário.